# Mary Poppins Returns (Soundtrack)
Die Musik zum Film Mary Poppins’ Rückkehr (Originaltitel Mary Poppins Returns) von Rob Marshall wurde von Marc Shaiman komponiert. Das Soundtrack-Album wurde am 7. Dezember 2018 veröffentlicht.

## Entstehung und Veröffentlichung

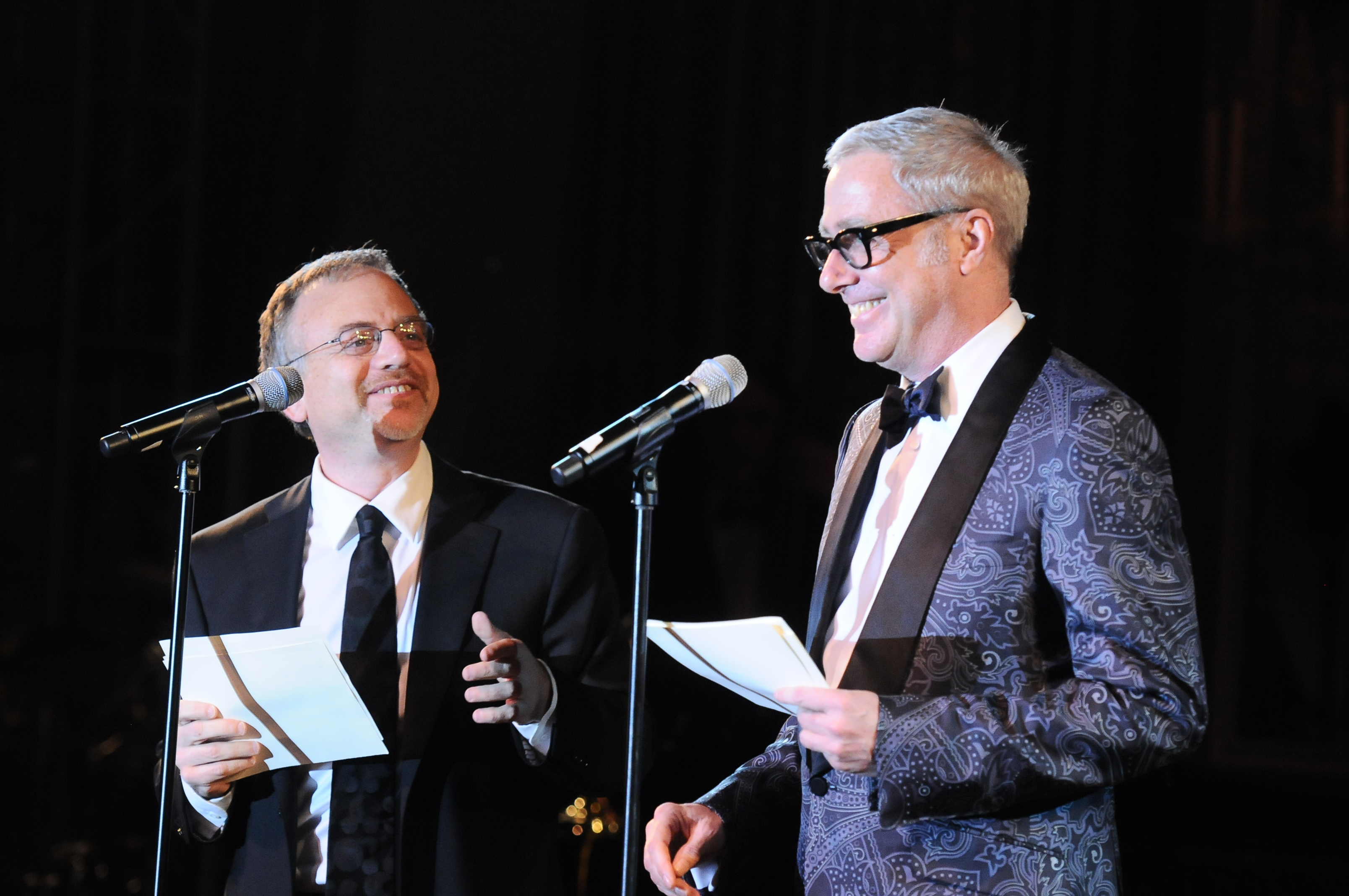
Marc Shaiman und Scott Wittman

Die Filmmusik wurde von Marc Shaiman komponiert. Shaimans Originaltexte wurden hierfür von Scott Wittman überarbeitet und erweitert.
Der Soundtrack zum Film, der insgesamt 27 Musikstücke umfasst, wurde am 7. Dezember 2018 als Download und als CD veröffentlicht. Bereits vorab wurden Ende November 2018 zwei Songs von Walt Disney Records veröffentlicht, The Place Where Lost Things Go gesungen von Emily Blunt, die im Film in der Titelrolle von Mary Poppins zu sehen ist, und Trip a Little Light Fantastic gesungen von Lin-Manuel Miranda.

## Titelliste
1. (Underneath the) Lovely London Sky – Lin-Manuel Miranda
2. Overture
3. A Conversation – Ben Whishaw
4. Can You Imagine That? – Emily Blunt mit Pixie Davies, Joel Dawson und Nathanael Saleh
5. The Royal Doulton Music Hall – Emily Blunt, Lin-Manuel Miranda, Pixie Davies, Joel Dawson und Nathanael Saleh
6. Introducing Mary Poppins – Lin-Manuel Miranda und Emily Blunt
7. A Cover Is Not the Book – Emily Blunt and Lin-Manuel Miranda und Company
8. The Place Where Lost Things Go – Emily Blunt
9. Turning Turtle – Meryl Streep mit Emily Blunt, Lin-Manuel Miranda, Pixie Davies, Joel Dawson und Nathanael Saleh
10. Trip a Little Light Fantastic – Lin-Manuel Miranda mit Emily Blunt, Tarik Frimpong, Pixie Davies, Joel Dawson, Nathanael Saleh und Leeries
11. The Place Where Lost Things Go (Reprise) – Joel Dawson, Nathanael Saleh und Pixie Davies
12. Trip a Little Light Fantastic (Reprise) – Dick Van Dyke mit Emily Blunt, Lin-Manuel Miranda, Ben Whishaw, Pixie Davies, Joel Dawson und Nathanael Saleh
13. Nowhere to Go But Up – Angela Lansbury, Ben Whishaw, Pixie Davies, Joel Dawson, Nathanael Saleh, Lin-Manuel Miranda, Emily Mortimer, Julie Walters und Company
14. (Underneath the) Lovely London Sky (Reprise) – Lin-Manuel Miranda
15. Theme from Mary Poppins Returns
16. Kite Takes Off
17. Mary Poppins Arrives
18. Magic Papers
19. Banks in the Bank
20. Into the Royal Doulton Bowl
21. Rescuing Georgie
22. Off to Topsy’s
23. Chase Through the Bank
24. Lost in a Fog
25. Goodbye Old Friend
26. Race to Big Ben
27. End Title Suite

## Rezeption
Sarah El-Mahmoud von Cinemablend erklärt zu The Place Where Lost Things Go, Mary Poppins tröste in diesem süßen Lied die Kinder, die ihre Mutter verloren haben, die auch die Ehefrau von Michael Banks war, und versichert ihnen, dass sie sie immer noch mit einem Lächeln überwacht. Die Stimme von Emily Blunt erinnert El-Mahmoud an Julie Andrews und der Song an Stay Awake (in der deutschen Fassung Bleibt schön wach und schlaft nicht ein) und Feed the Birds (Tuppence a Bag) (in der deutschen Fassung Täglich schon früh) aus dem Originalfilm von 1964.
Christoph Petersen von Filmstarts schreibt über Lin-Manuel Miranda, der für seine Arbeit an den Songs des Disney-Animationsfilms Vaiana bereits für einen Oscar nominiert wurde: „Vor allem seine Performance von A Cover Is Not The Book inklusiver einer schnellsprechenden Rap-Einlage ist ganz besonders gelungen.“ Es fehle den Musical-Passagen insgesamt jedoch an Energie und den Songs an einem gewissen Ohrwurmfaktor, so Petersen weiter: „zwei Qualitäten, die das 1964er-Original mit A Spoonfull Of Sugar und Chim-Chim-Cheree noch im absoluten Überfluss besaß.“

## Chartplatzierungen
Der Soundtrack stieg am 21. Dezember 2018 auf Platz 5 in die US-amerikanischen Soundtrack Album Charts und auf Platz 90 in die Billboard 200 ein, wo er auf Platz 34 seine bislang beste Platzierung hatte. Im Januar 2020 wurde das Album in Großbritannien mit Gold ausgezeichnet.

## Auszeichnungen
Bei der Oscarverleihung 2019 befand sich der Film in einer Shortlist in der Kategorie Beste Filmmusik. Im Folgenden eine Auswahl von Auszeichnungen und Nominierungen:
British Academy Film Awards 2019
- Nominierung für die Beste Filmmusik (Marc Shaiman)

Critics’ Choice Movie Awards 2019
- Nominierung für die Beste Filmmusik (Marc Shaiman)
- Nominierung als Bester Song (The Place Where Lost Things Go)[9]

Golden Globe Awards 2019
- Nominierung für die Beste Filmmusik (Marc Shaiman)[10]

Grammy Awards 2020
- Nominierung als Best Score Soundtrack For Visual Media (Marc Shaiman)[11]

Hollywood Music in Media Awards 2018
- Nominierung für die Beste Filmmusik – Science-Fiction-/Fantasyfilm (Marc Shaiman)[12]

Oscarverleihung 2019
- Nominierung für die Beste Filmmusik (Marc Shaiman)
- Nominierung als Bester Filmsong (“The Place Where Lost Things Go”)

Satellite Awards 2018
- Nominierung als Bester Song (Can You Imagine That?)

Saturn-Award-Verleihung 2019
- Auszeichnung für die Beste Filmmusik (Marc Shaiman)

World Soundtrack Awards 2019
- Nominierung als Bester Filmsong des Jahres (“The Place Where Lost Things Go”)[13]